# Комбат (противотанковая управляемая ракета)
«Комбат» (изделие 621) — украинский противотанковый управляемый снаряд, предназначенный для борьбы с танками, вертолётами, ДОТами и другими высокозащищёнными наземными, надводными или низколетящими целями на дистанциях до 5000 метров. Разработан в ГККБ «Луч», выпускается киевской ГАХК «Артем».
Пуск снаряда осуществляется из гладкоствольной пушки калибра 125 мм (Т-64БМ «Булат», Т-72АМТ/АГ/Б/С, Т-80УД, «Оплот-М», 2А45М «Спрут-Б»).

## Описание
Управление ПТУР «Комбат» осуществляется в полуавтоматическом режиме по лазерному лучу. Боевая часть ракеты — тандемная кумулятивная, в ней размещены два заряда (лидирующий и основной). Лидирующий заряд предназначен для осуществления преждевременного срабатывания динамической защиты и уничтожения противокумулятивных экранов. Основной заряд обеспечивает пробитие основной брони и уничтожение техники.
По образцу советского ТУРС 9М112 «Кобра» боеприпас разделён на две части, стыкуемых в казённике при заряжании, и благодаря этому тандемная боевая часть «Комбат» превышает по массе соответствующую часть 9М119М «Инвар» более чем в два раза. Длина головной части 125-мм ПТУР «Комбат» составляет 675 мм, хвостовой — 408 мм.
По сообщениям украинских разработчиков при создании «Комбата» ими были объединены технические решения двух ведущих советских (российских) конструкторских бюро: тульского КБ приборостроения и московского КБ точного машиностроения им. А. Э. Нудельмана. В частности, у тульского аналога была заимствована идея «лазерной тропы» — когда лазерный луч светит в «хвост» ракеты и ведет её к цели. На протяжении почти всего полёта лазером облучается не цель, а сама ракета
Все это киевские инженеры улучшили, применив наведение в «режиме превышения» лазерного луча над целью. ПТУР почти на протяжении всего полёта ведется над линией визирования, а её перевод непосредственно на цель осуществляется автоматически всего за 0,3 секунды до момента поражения. Такое решение выгодно отличается от подсветки лазером цели на протяжении всего полёта ракеты тем, что противник практически не имеет шансов поставить помеху ПТУР. Однако указанный метод не работает, если цель обладает АФАР радаром и обнаружит ракету ещё в момент пуска.
Стрельба ПТУР «Комбат» возможна на скоростях движения носителя до 30 км/ч, по целям, двигающимся со скоростями до 70 км/ч.

## ТТХ «Комбат» и других ПТУР КБ «Луч»
| Сравнительные характеристики «Комбат» и других ПТУР КБ «Луч» | Сравнительные характеристики «Комбат» и других ПТУР КБ «Луч»                       | Сравнительные характеристики «Комбат» и других ПТУР КБ «Луч» | Сравнительные характеристики «Комбат» и других ПТУР КБ «Луч» | Сравнительные характеристики «Комбат» и других ПТУР КБ «Луч» | Сравнительные характеристики «Комбат» и других ПТУР КБ «Луч» | Сравнительные характеристики «Комбат» и других ПТУР КБ «Луч» |
|                                                              | 125-мм «Комбат»                                                                    | 120-мм «Конус»                                               | 115-мм                                                       | 105-мм «Фаларик»                                             | 100-мм «Стугна»                                              | 90-мм «Фаларик»                                              |
| ------------------------------------------------------------ | ---------------------------------------------------------------------------------- | ------------------------------------------------------------ | ------------------------------------------------------------ | ------------------------------------------------------------ | ------------------------------------------------------------ | ------------------------------------------------------------ |
| Применение                                                   | Танки Т-64Б (и их дальнейшие модификации), Т-80УД, Т-84, Оплот-М, Т-72АГ/Б/С/Е/АМТ | Танки с 120-мм пушкой                                        | Танк Т-62 с 115-мм пушкой                                    | Башня СТ-CV с 105-мм пушкой                                  | Танк Т-55МВ, пушка МТ-12                                     | Башня LCTS90 с 90-мм пушкой                                  |
| Типы целей                                                   | ОБТ, БМП, БТР, ДОТ, ДЗОТ, зависший вертолёт                                        | ОБТ, БМП, БТР, ДОТ, ДЗОТ, зависший вертолёт                  | ОБТ, БМП, БТР, ДОТ, ДЗОТ, зависший вертолёт                  | ОБТ, БМП, БТР, ДОТ, ДЗОТ, зависший вертолёт                  | ОБТ, БМП, БТР, ДОТ, ДЗОТ, зависший вертолёт                  | ОБТ, БМП, БТР, ДОТ, ДЗОТ, зависший вертолёт                  |
| Максимальная дальность стрельбы, км                          | 5,0                                                                                | 5,0                                                          | 5,5                                                          | 5,0                                                          | 5,0                                                          | 4,0                                                          |
| Время полета на максимальную дальность, секунд               | 16,3                                                                               | 16,3                                                         | 14,3                                                         | 17,0                                                         | 16,8                                                         | 14,0                                                         |
| Тип боевой части                                             | кумулятивная, тандемная                                                            | кумулятивная, тандемная                                      | кумулятивная, тандемная                                      | кумулятивная, тандемная                                      | кумулятивная, тандемная                                      | кумулятивная, тандемная                                      |
| Бронепробиваемость за динамической защитой, мм               | 750                                                                                | 700                                                          | 550                                                          | 550                                                          | 550                                                          | 550                                                          |
| Система управления                                           | полуавтоматическая, по лазерному лучу                                              | полуавтоматическая, по лазерному лучу                        | полуавтоматическая, по лазерному лучу                        | полуавтоматическая, по лазерному лучу                        | полуавтоматическая, по лазерному лучу                        | полуавтоматическая, по лазерному лучу                        |
| Длина выстрела, мм                                           | 1083 (675 + 408)                                                                   | 984                                                          | 1196                                                         | 1015                                                         | 1015                                                         | 977                                                          |
| Масса выстрела, кг                                           | 30,45                                                                              | 27,0                                                         | 25,20                                                        | 22,50                                                        | 21,10                                                        | 20,05                                                        |
| Прицел прибора наведения                                     | 1Г46                                                                               | 1Г46                                                         | н/д                                                          | н/д                                                          | 1K13                                                         | н/д                                                          |
| Срок эксплуатации, лет                                       | 10                                                                                 | 10                                                           | 10                                                           | 10                                                           | 10                                                           | 10                                                           |
| Температурный диапазон применения                            | от −40 °C до +60 °C                                                                | от −40 °C до +60 °C                                          | от −40 °C до +60 °C                                          | от −40 °C до +60 °C                                          | от −40 °C до +60 °C                                          | от −40 °C до +60 °C                                          |

## Сравнение «Комбат» с аналогами
| Сравнение ПТУР «Комбат» с аналогами            | Сравнение ПТУР «Комбат» с аналогами                                                | Сравнение ПТУР «Комбат» с аналогами         | Сравнение ПТУР «Комбат» с аналогами         | Сравнение ПТУР «Комбат» с аналогами         |                                       |
|                                                | 125-мм «Комбат»                                                                    | 125-мм 9М119М «Инвар»                       | 125-мм 9М119М1 «Инвар-М»                    | 105-мм «ЛАХАТ»                              |                                       |
| ---------------------------------------------- | ---------------------------------------------------------------------------------- | ------------------------------------------- | ------------------------------------------- | ------------------------------------------- | ------------------------------------- |
| Применение                                     | Танки Т-64Б (и их дальнейшие модификации), Т-80УД, Т-84, Оплот-М, Т-72АГ/Б/С/Е/АМТ | Танки Т-90, Т-80УК, Т-80УМ                  | Танки Т-90, Т-80УК, Т-80УМ                  | Танки Меркава Mk.4, Арджун Mk.II            |                                       |
| Типы целей                                     | ОБТ, БМП, БТР, ДОТ, ДЗОТ, зависший вертолёт                                        | ОБТ, БМП, БТР, ДОТ, ДЗОТ, зависший вертолёт | ОБТ, БМП, БТР, ДОТ, ДЗОТ, зависший вертолёт | ОБТ, БМП, БТР, ДОТ, ДЗОТ, зависший вертолёт |                                       |
| Максимальная дальность стрельбы, км            | 5,0                                                                                | 5,0                                         | 5,0                                         | 6,0                                         |                                       |
| Время полета на максимальную дальность, секунд | 16,3                                                                               | 17,6                                        | 17,0                                        | н/д                                         |                                       |
| Тип боевой части                               | кумулятивная, тандемная                                                            | кумулятивная, тандемная                     | кумулятивная, тандемная                     | кумулятивная, тандемная                     |                                       |
| Бронепробиваемость за динамической защитой, мм | 750                                                                                | 700                                         | 850                                         | ~700-800                                    |                                       |
| Система управления                             | полуавтоматическая, по лазерному лучу                                              | полуавтоматическая, по лазерному лучу       | полуавтоматическая, по лазерному лучу       | полуавтоматическая, по лазерному лучу       | полуавтоматическая, по лазерному лучу |
| Средняя скорость полета на траектории, м/с     | 306.7                                                                              | 284                                         | 294                                         | 285                                         |                                       |
| Длина выстрела, мм                             | 1083 (675 + 408)                                                                   | 680                                         | 680                                         | 984                                         |                                       |
| Масса выстрела, кг                             | 30,4                                                                               | 23,3                                        | 24,3                                        | 19,0                                        |                                       |
| Прицел прибора наведения                       | 1Г46                                                                               | 1А45Т «Иртыш»                               | 1А45Т «Иртыш»                               | н/д                                         |                                       |
| Температурный диапазон применения              | от −40 °C до +60 °C                                                                | от −50 °C до +50 °C                         | от −50 °C до +50 °C                         | н/д                                         |                                       |

## Критика
Кандидат технических наук В. Н. Зубов указывает, что заявленная бронепробиваемость комплекса «Комбат» в 750 мм не может быть признана удовлетворительной для борьбы с современной тяжёлой бронетехникой.
По мнению военного эксперта Михаила Растопшина бронепробиваемость боевой части комплекса «Комбат» не превышает 650 мм, а её основной заряд с более чем 50 % вероятностью попадает в зону разлёта стальных осколков, которые образуются при пробитии динамической защиты, что может вызвать разрушение основного заряда ещё до поступления сигнала на подрыв. К существенным недостатком комплекса «Комбат» можно также отнести лазерную систему наведения, которая легко подавляется станциями оптических помех. Резюмируя свои выводы, Растопшин заключил, что создание комплекса «Комбат» свидетельствует, что украинская промышленность достигла того уровня, который российский ВПК преодолел в 1988 году.

## Экспорт
ПТУР «Комбат» был впервые представлен за рубежом на авиасалоне МАКС-2007
В 2007 году Грузия приобрела 400 ПТУР «Комбат». Ещё одна партия была закуплена в 2009 году.

## На вооружении
- Украина — в 2006 году принята на вооружение ВС Украины[1], до конца 2007 года было закуплено 50 ракет[18], в марте 2008 года из бюджета было выделено 65 млн. гривен для закупки ПТУР «Комбат» для ВС Украины в 2008 году[19], в 2015 году в войска поставлено 380 ракет[20] Всего, с 2014 по 2022 год, закуплено, в общем числе 1600 ракет Кобра/Комбат[21]
- Грузия — 400 ПТУР «Комбат», по состоянию на 2008 год[16]